# Нойс
Нойс (нем. Neuss) — город на западе Германии, в Северном Рейне-Вестфалии. Столица и крупнейший город района Рейн-Нойс.

Расположен на западном берегу р. Рейн, напротив Дюссельдорфа. Лежит на пересечении исторических и современных торговых путей. Нойс — один из самых древних городов Германии.

## География
Нойс расположен на левом берегу Нижнего Рейна на низкой террасе напротив Дюссельдорфа, в месте слияния Эрфта и Рейна. Самая высокая точка города находится вблизи района Хольцхайм и составляет 67,5 м, самая низкая точка находится вблизи южной границы города и составляет 30 м над уровнем моря. Наибольшая протяжённость городской территории составляет 13,2 км в направлении север-юг и 12,8 км в направлении запад-восток. Несмотря на то, что Нойс расположен на восточной окраине района Рейн-Нойс, географический центр района находится в пределах городской территории Нойс (рядом с Гут-Хомбройхом).

### Соседние населённые пункты
С городом Нойс граничат следующие города, названые по часовой стрелке, начиная с востока:
Дюссельдорф (независимый город), а также Дормаген, Гревенброх, Коршенброх, Карст и Мербуш (все в пределах района Рейн-Нойс).

## История
Нойс был основан на месте поселения убиев римлянами в 16 году до н. э. как Новезий (Novaesium) — лагерь XIX легиона, частью деревянный, частью землебитный. Со временем римские войска отошли под влиянием древнегерманских племен. В IX веке с севера Европы на юг продвигались по водам рек викинги. Многие европейские летописцы тех лет отметили в своих летописях присутствие викингов в Европе и факт существования древнегерманского города Нойс. В XII веке в городе было построено первое каменное укрепление с башнями. Кроме того, документы подтверждают исторический рост города, а также рост его влияния в средние века. В 1209 году в Нойсе был заложен собор Святого Квирина (нем. Quirinus-Münster) в честь Святого Квирина, считающегося покровителем города.
В городе и районе существует ряд природных заповедников и ландшафтных охраняемых зон.

### Административное деление

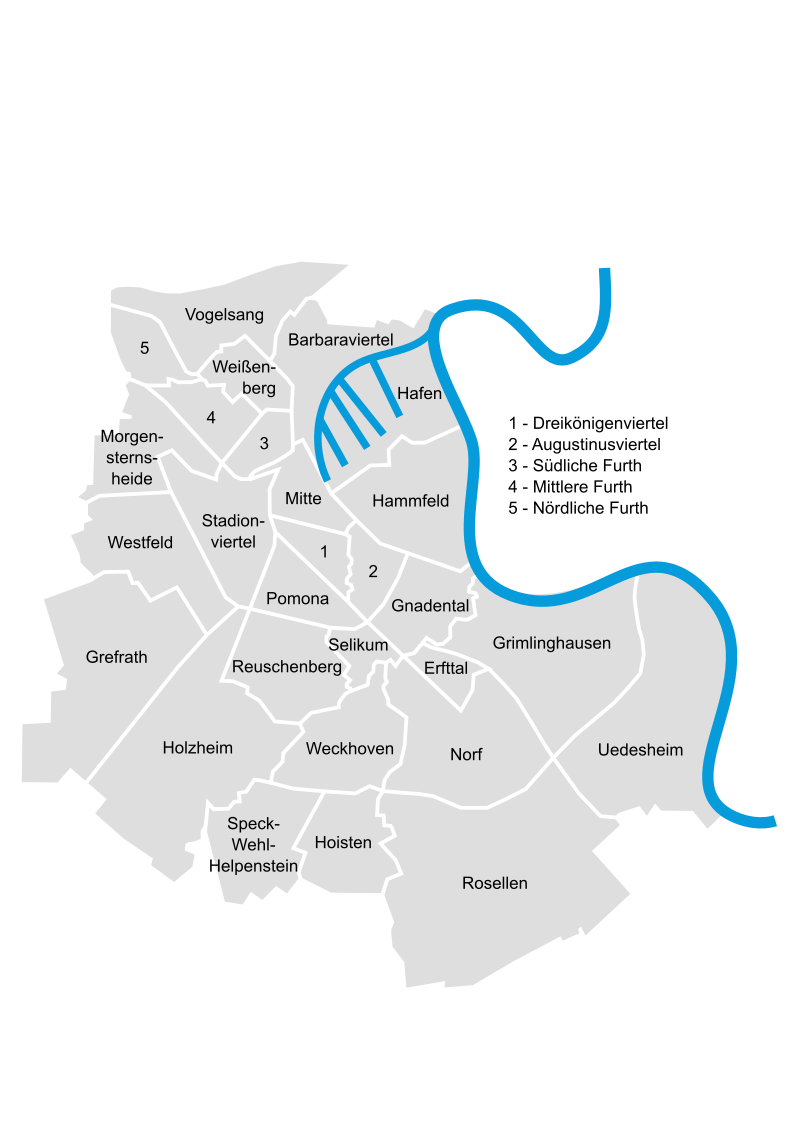
Карта административного деления Нойса

На территории города Нойс образованы следующие восемь округов:
- Округ I: Инненштадт-Хаммфельд, Штардмитте, Хермансплац, Квартал-Стадиона, Квартал-Трёх-Королей-Помона, Бальдхоф, Оберэрфт-Мерталь
- Округ II: Барбара-квартал-Бользидлунг, Нойсерфурт, Моргенштернсхайде, Карстер-Брюке, Вайсенберг, Фогельзанг, Берлинер-Плац
- Округ III: Зеликум-Ройшенберг, Векховен, Ройшенберг-Векховен, Хойстен
- Округ IV: Хольцхайм, Грефрат-Хольцхайм-Норд
- Округ V: Норф, Дерикум
- Округ VI: Гнаденталь, Гримлингхаузен, Эрфтталь.
- Округ VII: Удесхайм
- Округ VIII: Розеллен, Розеллерхайде-Нойенбаум, Аллерхайлиген.

Городская территория далее делится на статистические районы. Они последовательно пронумерованы и имеют названия:
1 Инненштадт (Innenstadt), 2 Драйкёнигенфиртель (Dreikönigenviertel), 3 Хафенгебит (Hafengebiet), 4 Хаммфельд (Hammfeld), 5 Августинусфиртель (Augustinusviertel), 6 Гнаденталь (Gnadental), 7 Гримлингхаузен (Grimlinghausen), 8 Юдесхайм (Uedesheim), 9 Веккхофен (Weckhoven), 10 Эрфтталь (Erfttal), 11 Зеликум (Selikum), 12 Ройшенберг (Reuschenberg), 13 Помона (Pomona), 14 Штадионфиртель (Stadionviertel), 15 Вестфельд (Westfeld), 16 Моргенштернсхайде (Morgensternsheide), 17 Фурт-Зюд (Furth-Süd), 18 Фурт-Митте (Furth-Mitte), 19 Фурт-Норд (Furth-Nord), 20 Вайсенберг (Weißenberg), 21 Фогельзанг (Vogelsang), 22 Барбарафиртель (Barbaraviertel), 23 Хольцхайм (Holzheim), 24 Грефрат (Grefrath), 25 Хойстен (Hoisten), 26 Шпекк-Вель-Хелпенштайн (Speck/Wehl/Helpenstein), 27 Норф (Norf), 28 Розеллен (Rosellen).
Некоторые районы включают отдельно расположенные жилые массивы с собственными названиями, часть из которых совпадает с названиями и территориями районов: Аллерхайлиген, Беттикум, Дерикум, Диркес, Эльвекум, Эрфтталь-Ост, Эрфтталь-Вест, Гир, Грефрат, Грюссем-Ост, Хелпенштайн, Ам Крейц, Куккхоф, Ланцерат, Лёфелинг, Минкель, Рейнпаркцентр, Рёккрат, Розеллерхайде-Нойенбаум, Шлихерум, Шпек, Штюттген, Вель и Ротт.

### Средние века

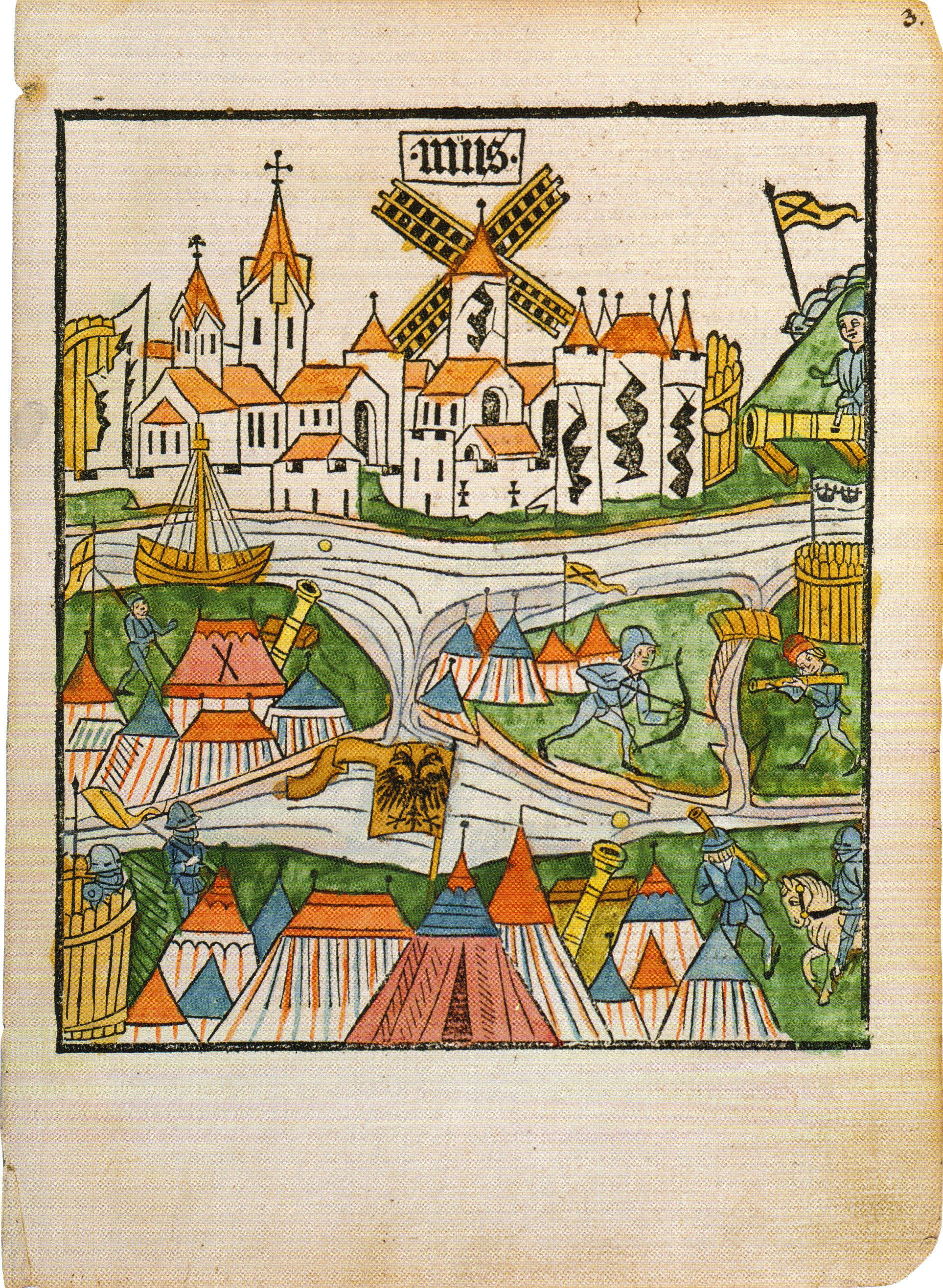
Осада Нойса Карлом Смелым

Нойс рос ведущим, влиятельным и процветающим торговым центром.

В течение X века мощи мученика и трибуна Квиринуса Нойского были перемещены в Нойс. Это привело к паломничеству в Нойс даже из стран вне границ Священной Римской империи. Нойс был зарегистрирован, как город только в 1138 г.
Одним из самых важных событий в истории города была осада 1474-1475 гг. Карлом Смелым. Жители Нойса противостояли осаде, поэтому были вознаграждены императором Фридрихом III. Городу предоставили право чеканить собственные монеты и нести имперский герб с орлом и короной внутри герба Нойса, а в 1475 году стал членом Ганзейского союза, хотя это не признавалось другими членами Лиги.
В 1586 году в Нойсе произошёл сильный пожар, который уничтожил две трети всех построек.

### XVII—XX вв.
Несколько войн с французским королём Людовиком XIV привели к экономическому упадку города. Его роль как экономического и торгового центра уменьшилась, Нойс стал значим лишь для сельского хозяйства.
До конца XVIII века Нойс принадлежал Кёльнскому архиепископству. С 1794 до 1814 г. (во время революционных войн и господства Наполеона) Нойс был частью Франции. В 1815 году, по окончании Наполеоновских войн, Нойс стал частью земель прусской короны. 
Промышленная революция XIX века привела к быстрому росту города и укрепила благосостояние его жителей. В 1946 году Нойс вошёл в состав Северного Рейна-Вестфалии.

## Достопримечательности
- Собор Святого Квиринуса

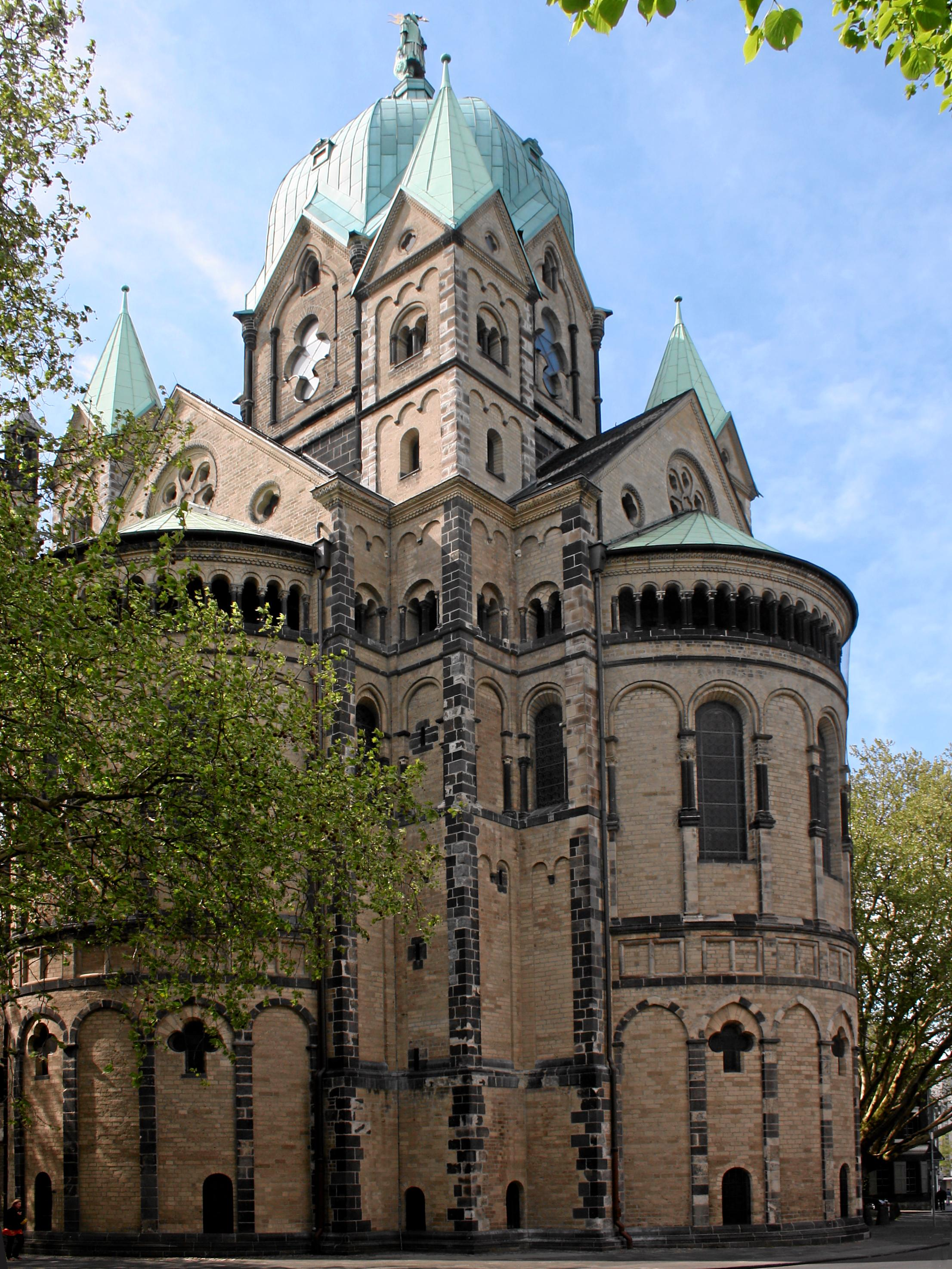
Собор Святого Квиринуса

- Южные городские ворота, построенные приблизительно в 1200 году, сегодня это единственное, что осталось от шести первоначальных ворот, которые были частью средневекового городского укрепления.
- Кровавая башня, построенная в XIII веке, единственная оставшаяся круглая башня исторического городского укрепления.
- «Чёрная лошадь» самый старый трактир, открыт в 1604 году.
- Церковь Святого Себастьяна
- Церковь Христа—самая старая протестантская церковь города
- Театр Глобус—копия знаменитого лондонского театра

В окрестностях Нойса находится Фонд Остров Хомбройх — ландшафтный парк, где расположен музей, центр современного искусства, концертный зал и другие общественные пространства.

## Известные личности
- Эстер Йонас, — ведьма (казнена в 1635 году).

## Города-побратимы
Псков, Россия  (отношения заморожены в 2022)

 Шалон-ан-Шампань, Франция

 Сент-Пол, США

 Риека, Хорватия

 Невшехир, Турция

 Болу, Турция

## Галерея

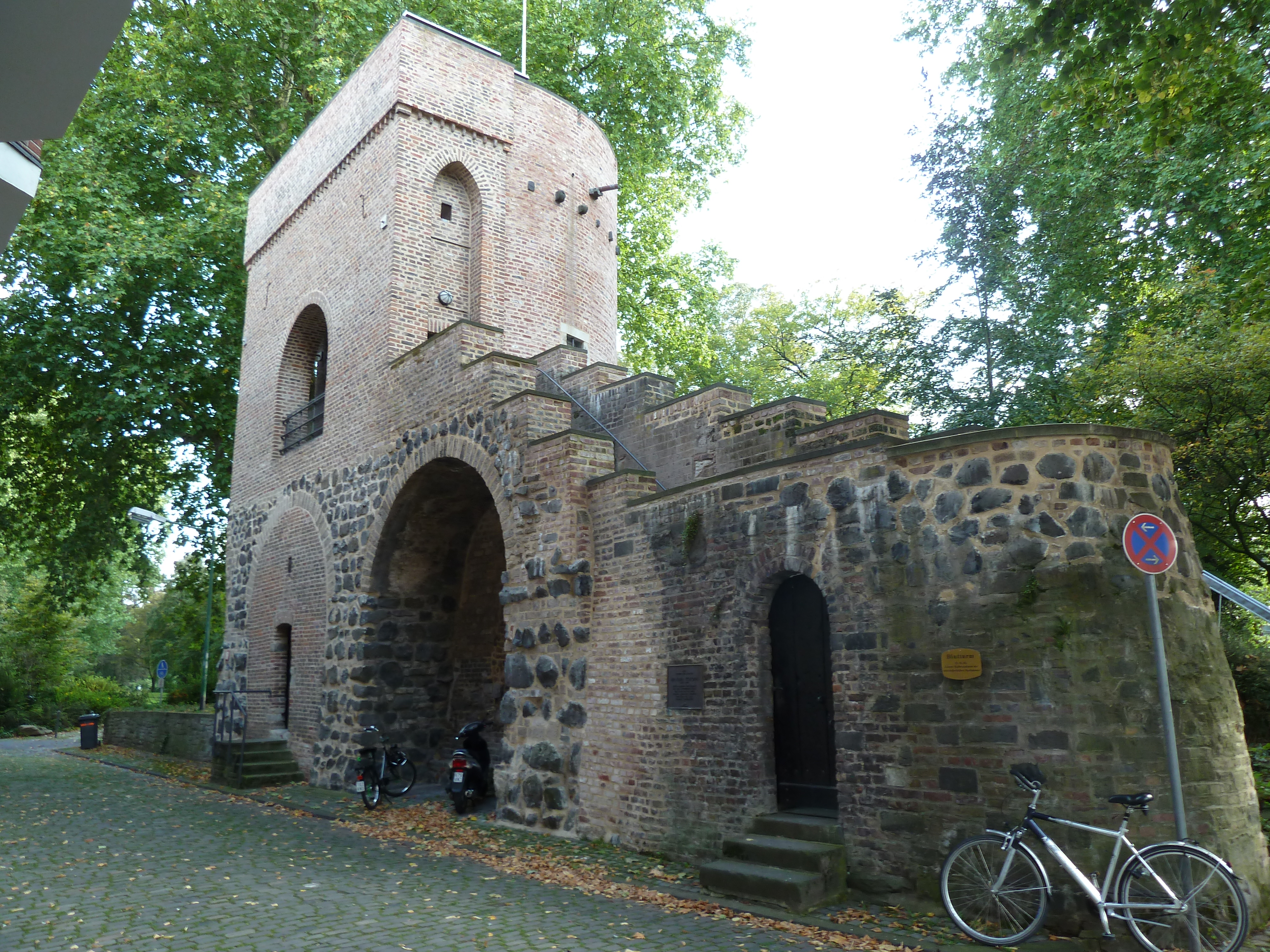
Кровавая башня
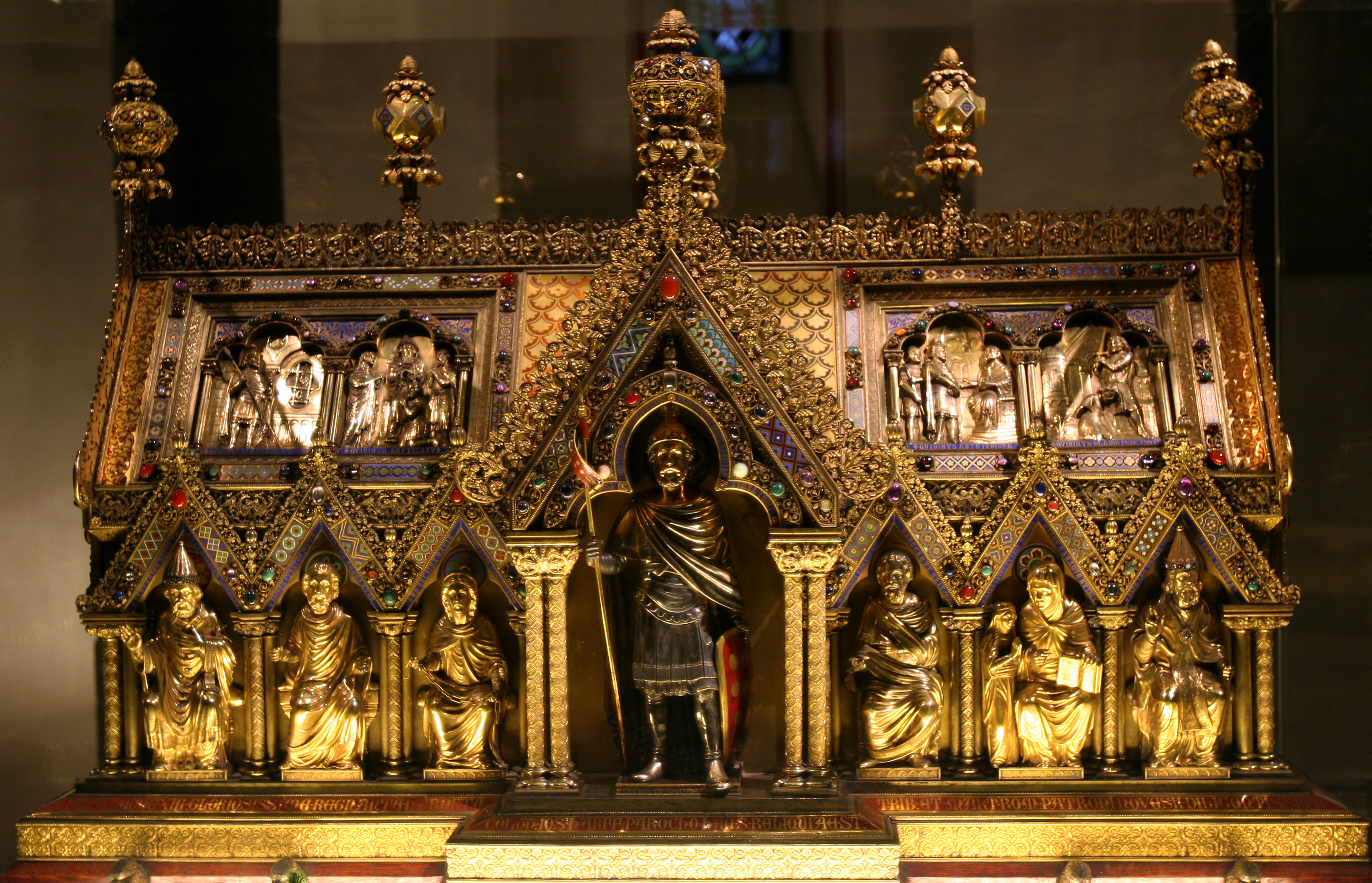
Саркофаг с мощами мученика Квиринуса
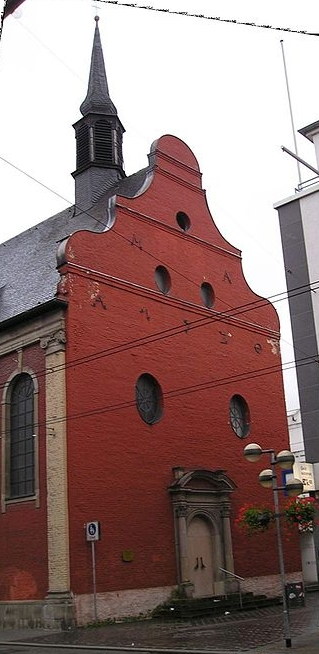
Церковь Святого Себастьяна
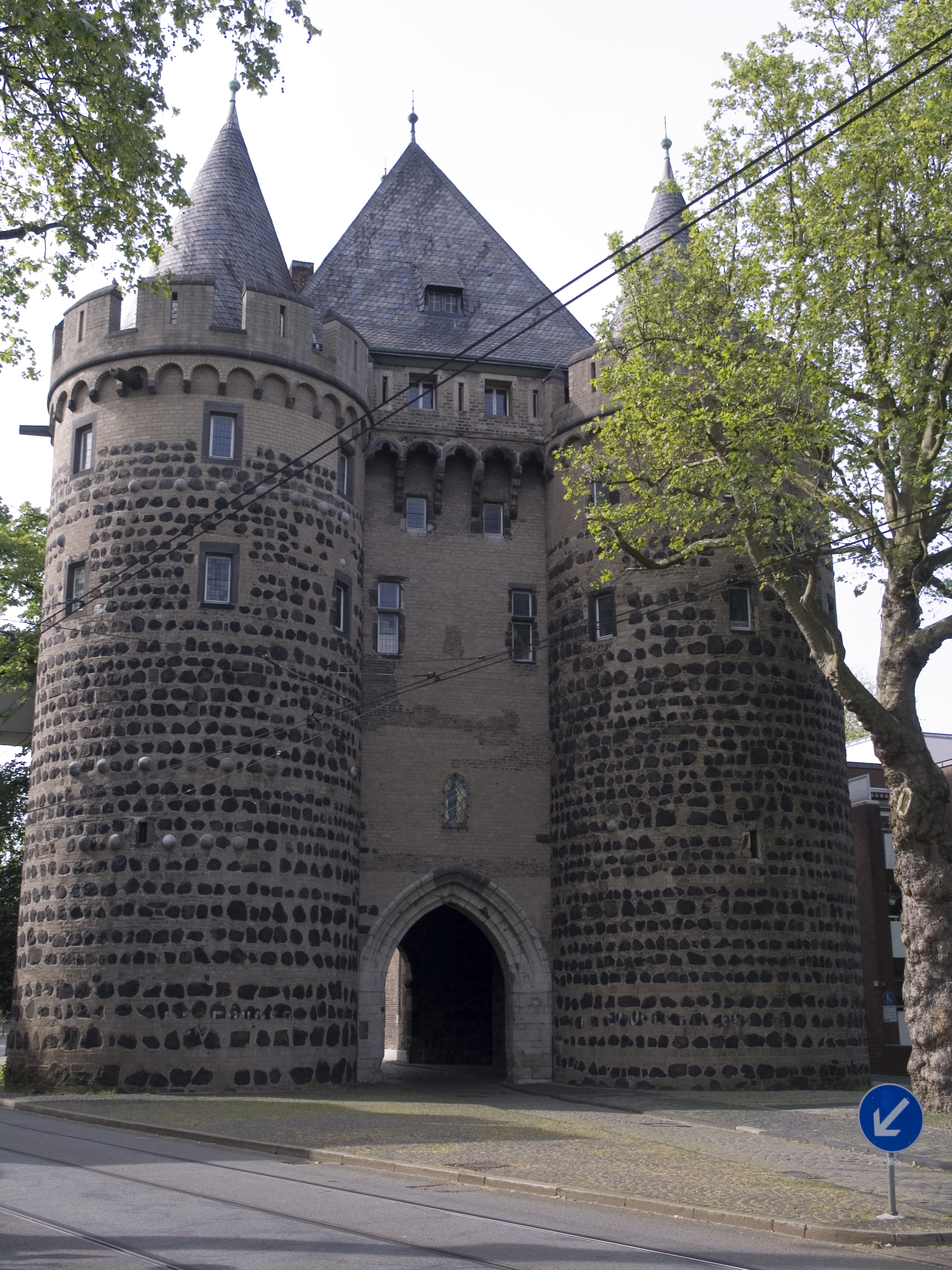
Ворота Обертор